# Crown Heights Affair
Crown Heights Affair was een Amerikaanse disco- en funkband uit Brooklyn.

## Bezetting
- Phillip 'Flip' Thomas[3] (leadzang)
- William 'Bubba' Anderson[4] (gitaar)
- Howard Young[5] (keyboards)
- Arnold 'Muki' Wilson[6] (basgitaar)
- Raymond Rock[7] (drums)
- James 'Ajax' Baynard[8] (trompet)
- Bert Reid[9] (saxofoon)
- Raymond Reid[10] (trombone)

## Geschiedenis
De band werd opgericht in 1967 onder de naam Ben Iverson & the Nue Dey Express door de muzikanten en de producent Ben Iverson, Mark Lipetz, Donnie Linton en Britt Britton. Linton breidde de band aanvang jaren 1970 verder uit met meerdere muzikanten. Ze kregen hun eerste platencontract bij Britne Records en brachten daar de weinig succesvolle single I Tried My Best uit. Na het vertrek van Iverson en verdere personele mutaties werd de bandnaam in 1973 gewijzigd naar Crown Heights Affair, naar het Brooklyns stadsdeel Crown Heights en de toentertijd succesvolle film The Thomas Crown Affair.
Hun eerste grote successen had de band in 1974 met de singles (You Can't Bend My) Super Rod en Leave The Kids Alone bij RCA Records. Met het idee dat ze niet goed op de markt werden gebracht in het hele land door RCA Records, tekenden ze in het daaropvolgende jaar een contract bij De-Lite Records, waarbij ze hun grootste hits zouden krijgen. De grootste hit Dreaming a Dream haalde in 1975 de 5e plaats in de Amerikaanse r&b- en de 43e plaats in de pophitlijst. Tot 1982 plaatsten ze in totaal elf nummer in de r&b-hitlijst. In het Verenigd Koninkrijk bereikte Crown Heights Affair tussen 1978 en 1980 in totaal vijf keer de hitlijsten. Het prachtige You Gave Me Love verkocht het beste (10e plaats).
De band speelde tijdens de jaren 1980 verder en bracht singles uit, maar het succes verminderde zienderogen. William Anderson en de broers Reid verlieten de band in 1986 om zich te wijden aan andere bezigheden.
Alhoewel hun opnamen duidelijke funk-elementen bevatten, is het grootste deel van hun platen meer disco-georiënteerd. De bandleden wilden echter nooit worden vastgepind onder deze categorie.

## Discografie

### Albums
RCA Records
- 1974: Crown Heights Affair

De-Lite Records
- 1975: Dreaming A Dream
- 1976: Do It Your Way
- 1978: Dream World
- 1979: Dance Lady Dance
- 1980: Sure Shot
- 1982: Think Positive!
- 1983: Struck Gold